# Christine Adamsová (atletka)
Christine Adamsová (* 28. února 1974) je bývalá německá atletka, jejíž specializace byla skok o tyči.
V roce 1996 vybojovala stříbrnou medaili na halovém ME ve Stockholmu, kde se ženská tyčka konala vůbec poprvé v historii šampionátu. O stříbrnou medaili se podělila na halovém ME 2000 v belgickém Gentu společně s Ruskou Jelenou Beljakovovou, když obě překonaly 435 cm. V roce 2002 skončila na halovém ME ve Vídni pátá.

## Osobní rekordy
- hala – (466 cm – 10. březen 2002, Sindelfingen) – bývalý národní rekord
- venku – (440 cm – 1. červen 2002, Chotěbuz)